# Rattus koopmani
Rattus koopmani is een rat die voorkomt op het eiland Peleng, ten oosten van Celebes. Hij is mogelijk verwant aan Rattus hoffmanni uit Celebes zelf. Er is slechts één exemplaar bekend, dat in 1938 is gevangen. Waarschijnlijk kwam dat uit het laagland.
R. koopmani is een grote rat met een nauwelijks behaarde staart die langer is dan de kop en de romp. De rug is donker geelbruin, de buik is grijsachtig geelbruin. De vacht is dun. De oren zijn klein en donker, de voeten zijn bruin, vrouwtjes hebben 10 mammae en de tanden zijn groot. De kop-romplengte is 233 mm, de staartlengte 215 mm, de achtervoetlengte 35 mm en de oorlengte 23 mm. Van de andere Rattus-soorten die op Peleng voorkomen is de Polynesische rat (Rattus exulans) de helft kleiner, Rattus pelurus veel groter, de Aziatische zwarte rat (Rattus tanezumi) ongeveer even groot. Het enige exemplaar van R. koopmani werd dan ook oorspronkelijk als een R. rattus gecatalogiseerd. R. koopmani heeft echter een grotere schedel dan welk exemplaar van R. rattus/R. tanezumi ook en heeft bovendien een lichtere vacht. Andere mogelijke verwanten, R. hoffmanni uit Celebes en R. elaphinus uit Mangole en Taliabu in de Soela-groep, ten oosten van Peleng, zijn kleiner.
Aziatische zwarte rat (Rattus tanezumi)
· Bruine rat (Rattus norvegicus)
· Engganorat (Rattus enganus)
· Nillubergrat (Rattus montanus)
· Polynesische rat (Rattus exulans)
· Rattus adustus
· Rattus andamanensis
· Rattus arfakiensis
· Rattus argentiventer
· Rattus arrogans
· Rattus baluensis
· Rattus blangorum
· Rattus bontanus
· Rattus burrus
· Rattus ceramicus
· Rattus colletti
· Rattus detentus
· Rattus elaphinus
· Rattus everetti
· Rattus facetus
· Rattus feileri
· Rattus feliceus
· Rattus fuscipes
· Rattus giluwensis
· Rattus hainaldi
· Rattus halmaheraensis
· Rattus hoffmanni
· Rattus hoogerwerfi
· Rattus jobiensis
· Rattus koopmani
· Rattus korinchi
· Rattus leucopus
· Rattus losea
· Rattus lugens
· Rattus lutreolus
· Rattus macleari
· Rattus marmosurus
· Rattus mindorensis
· Rattus mollicomulus
· Rattus mordax
· Rattus morotaiensis
· Rattus nativitatis
· Rattus nikenii
· Rattus niobe
· Rattus nitidus
· Rattus novaeguineae
· Rattus ombirah
· Rattus omichlodes
· Rattus osgoodi
· Rattus palmarum
· Rattus pelurus
· Rattus pococki
· Rattus praetor
· Rattus pyctoris
· Rattus ranjiniae
· Rattus richardsoni
· Rattus sakeratensis
· Rattus salocco
· Rattus sanila
· Rattus satarae
· Rattus simalurensis
· Rattus sordidus
· Rattus steini
· Rattus stoicus
· Rattus taliabuensis
· Rattus tawitawiensis
· Rattus timorensis
· Rattus tiomanicus
· Rattus tunneyi
· Rattus vandeuseni
· Rattus verecundus
· Rattus villosissimus
· Rattus xanthurus
· Zwarte rat (Rattus rattus)